# Harry Kewell
Harold „Harry“ Kewell (* 22. September 1978 in Smithfield, Sydney, New South Wales) ist ein ehemaliger australischer Fußballspieler und heutiger -trainer.

## Karriere

### Im Verein
Kewell, Sohn eines Engländers und einer Australierin, ging auf die Westfields Sports High School und fing dort erstmals mit dem Fußballspielen an. Im Alter von 15 Jahren erhielt Harry Kewell einen Vertrag bei Leeds United, wo er erstmals am 30. März 1996 bei einer 0:1-Heimniederlage gegen den FC Middlesbrough auflief. Seinen ersten Treffer erzielte Kewell im Oktober 1997 bei einem 3:1-Sieg über Stoke City im englischen Ligapokal. Sportlicher Höhepunkt bei Leeds United war das Erreichen des Halbfinales der Champions League im Jahre 2001. Im darauf folgenden Jahr geriet der Verein in finanzielle Schwierigkeiten und konnte den Abstieg gerade noch verhindern.
Im Jahr 2003 wechselte Kewell schließlich für fünf Millionen Britische Pfund nach Liverpool, wo er im Jahre 2005 Champions-League-Sieger wurde. Zur Saison 2008/2009 wechselte Kewell zum türkischen Verein Galatasaray Istanbul. Kewell war nicht nur einer der Lieblingsspieler der Galatasaray Fans, sondern auch seine Mannschaftskameraden und die Vorstandsmitglieder von Galatasaray schätzten ihn, vor allem aufgrund seiner Arbeitsdisziplin und Persönlichkeit.
Sein Vertrag mit Galatasaray Istanbul endete am 31. Mai 2011 und wurde nicht verlängert. Im August 2011 wurde er von Melbourne Victory verpflichtet. Nach einer Saison kehrte er aus familiären Gründen nach England zurück. Nach neun Monaten Vereinslosigkeit wechselte er im April 2013 zum katarischen Erstligisten al-Gharafa Sports Club. Dort konnte er seine Form nicht halten, wodurch sein Vertrag bereits nach einem Monat seitens des Klubs aufgelöst wurde. Zur Saison 2013/14 kehrte Kewell zurück in die A-League und unterschrieb einen Vertrag bei Melbourne Heart. Im März 2014 beendete er nach 18 Profijahren seine Karriere.

### Nationalmannschaft

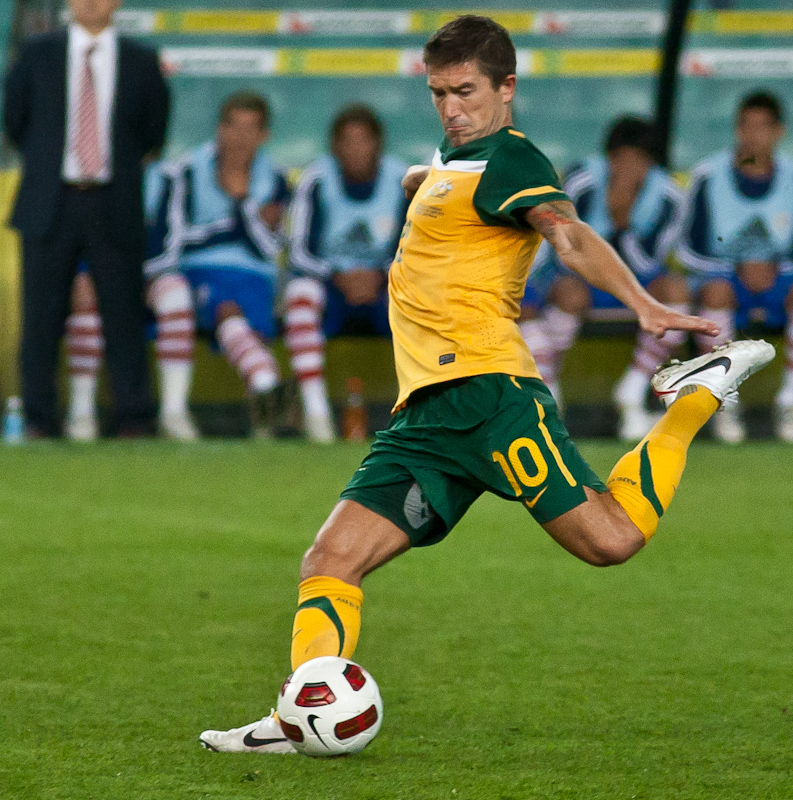
Kewell im Nationaldress (2010)

Sein Debüt in der australischen Nationalmannschaft gab Kewell am 24. April 1996 bei einer 0:3-Niederlage gegen Chile in Antofagasta. Im Jahre 2006 konnte sich die australische Mannschaft wieder für eine Fußball-Weltmeisterschaft qualifizieren. Bei der Endrunde in Deutschland gehörte Kewell zum Aufgebot Australiens, wo er in allen drei Vorrundenspielen Australiens zum Einsatz kam und beim wichtigen 2:2 gegen Kroatien einen Treffer erzielte und die Qualifikation seiner Mannschaft für das Achtelfinale sicherstellte. In diesem Spiel wurde er auch von fifaworldcup.com zum Mann des Spiels gewählt. Im Achtelfinale gegen Italien musste er allerdings verletzungsbedingt passen, in diesem Spiel erlitt Australien eine 0:1-Niederlage und schied aus.

## Karriere als Trainer
Ab Juli 2015 war er Trainer der U-21 des FC Watford. Seit der Saison 2017/18 war er Trainer beim englischen Viertligisten Crawley Town und führte den Klub auf den 14. Platz in der Endtabelle. Ende August 2018 wechselte Kewell ligaintern gemeinsam mit seinem Co-Trainer Warren Feeney zum Tabellenletzten Notts County. Sein Engagement bei Notts County endete bereits zehn Wochen nach seiner Verpflichtung. Kewell hatte bis dahin drei von 14 Pflichtspielen gewonnen und den Verein zwar vom Tabellende geführt, Vereinspräsident Alan Hardy äußerte aber Mitte November 2018 anlässlich Kewells Entlassung, „dass es keinen Grund gibt etwas fortzuführen, von dem wir nicht denken, dass es funktioniert.“
Am 1. August 2020 wurde Kewell als neuer Trainer des englischen Viertligisten Oldham Athletic vorgestellt, als sechster Trainer des Klubs seit 2018. Bereits sieben Monate später wurde er Anfang März 2021 wieder entlassen. Oldham stand zu diesem Zeitpunkt auf dem 16. Tabellenplatz – zehn Punkte vor den Abstiegsrängen – hatte mit 49 Toren die zweitbeste Offensive und mit 56 Gegentoren die schlechteste Defensive der Liga. Zur Spielzeit 2021/22 wurde er als neuer Trainer des Fünftligisten FC Barnet vorgestellt. Sein dortiges Gastspiel dauerte nur sieben Partien lang. Nachdem seine Mannschaft aus den ersten sieben Ligapartien lediglich zwei Punkte holte, wurde er am 20. September 2021 entlassen.
Nach zweieinhalb Jahren als Co-Trainer bei Celtic Glasgow trainierte er ab Januar 2024 die Yokohama F. Marinos, wurde dort aber nach sechs Monaten entlassen.

## Erfolge
- Champions-League-Sieger: 2004/05
- Englischer Pokalsieger: 2005/06
- Türkischer Supercupsieger: 2008

## Privates
Kewell ist seit 2003 mit der Schauspielerin Sheree Murphy verheiratet. Das Paar hat einen Sohn (* 2001) und drei Töchter (* 2003, * 2008 sowie * 2012).